# Cygne (constellation)
Cygnus
Pour les articles homonymes, voir Cygne et Croix du Nord.
Le Cygne est une grande et brillante constellation, parfois appelée la Croix du nord (en référence à la Croix du Sud) car ses étoiles sont principalement disposées selon une grande croix. L'oiseau qu'elle représente s'étend sur la Voie lactée estivale, paraissant en migration vers le sud. Son nom lui est donné par Ptolémée dans le Livre VIII de l'Almageste datant du IIe siècle.
Traversée par la Voie lactée, elle contient plusieurs étoiles brillantes et de nombreux objets célestes.

## Histoire

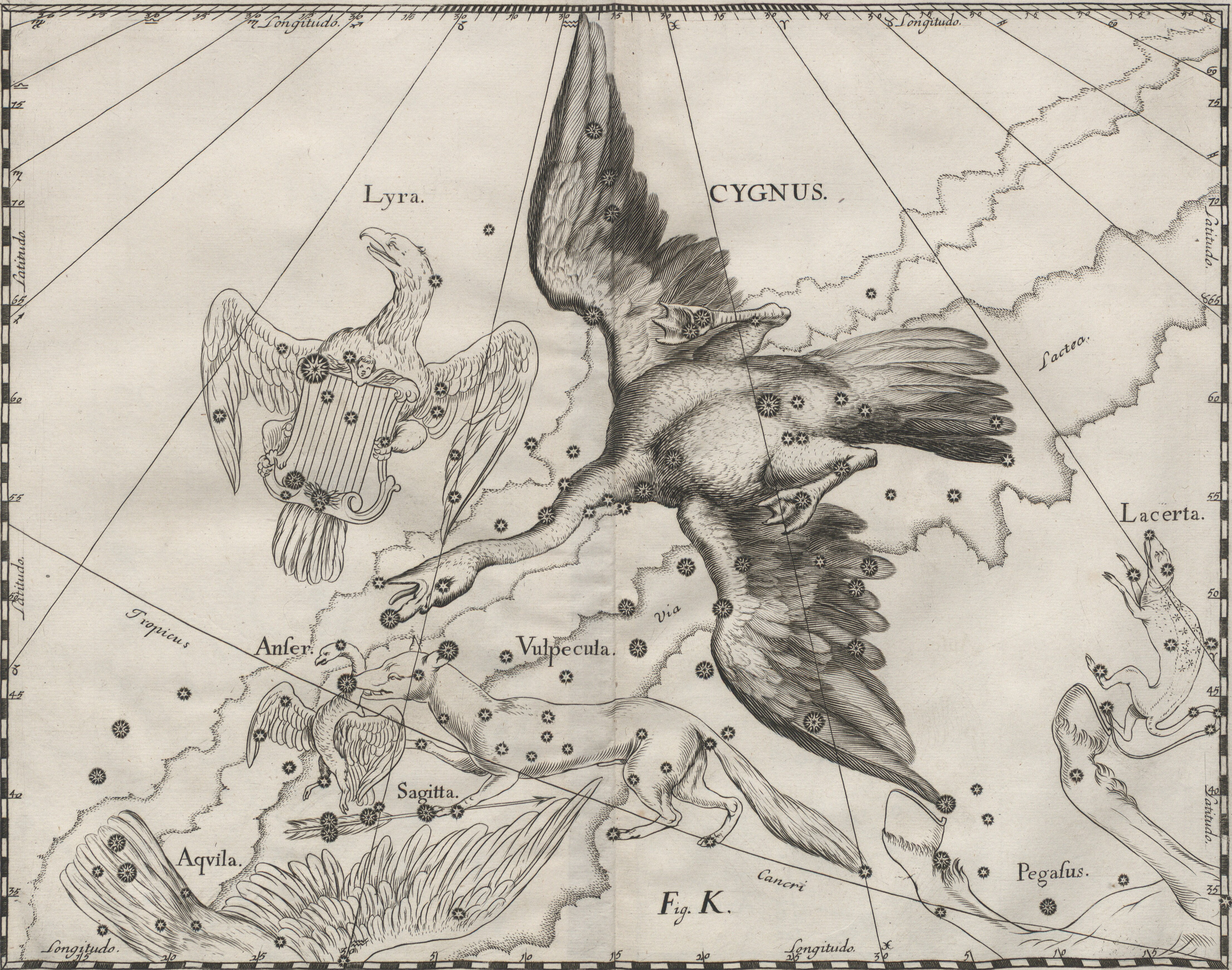
Le Cygne dans l'Uranographia de Johannes Hevelius.

Cette constellation est associée à plusieurs oiseaux légendaires de la mythologie grecque :
- selon une des nombreuses légendes, le dieu Zeus s'était déguisé en cygne pour séduire Léda, dont il eut pour enfants les Gémeaux (Castor et Pollux) et Hélène de Troie.
- elle pourrait également représenter Orphée, métamorphosé en cygne après son assassinat et placé dans les cieux à côté de sa lyre.
- enfin, on dit qu'un jeune homme nommé Cycnus était l'amant du malheureux Phaéton. Après que celui-ci ait été foudroyé par Zeus pour avoir conduit les Chevaux du soleil et ainsi fait brûler la terre, cet amant chercha désespérément son corps dans le fleuve Éridan où il était tombé. Il finit par le trouver et pleura tant que le fleuve déborda. Zeus eut pitié de lui et le transforma en l'oiseau aquatique qui depuis porte son nom.

Répertoriée par les astronomes grecs, cette constellation était alors désignée comme l'Oiseau. Elle fut également désignée sous le nom de Croix de Sainte-Hélène par Julius Schiller en 1627 à une époque de christianisation massive du ciel (la constellation de la Croix du Sud en est contemporaine).
Dans la mythologie chinoise, la constellation du Cygne héberge une fois par an le pont qui relie les amants Niu Lang et Zhi Nu.

## Observation des étoiles

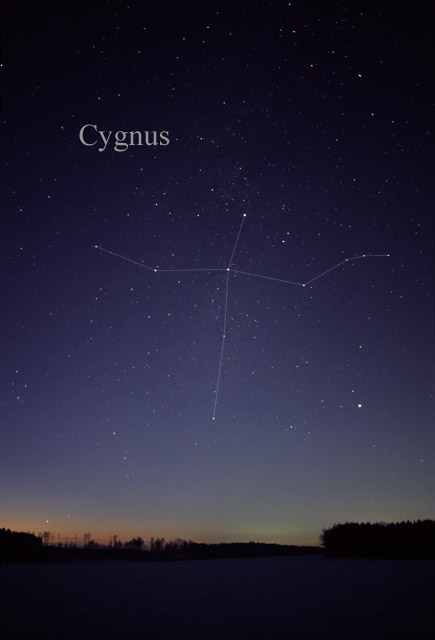
Constellation du Cygne.

Visibilité nocturne de la constellation.

### Repérage de la constellation
L'étoile α Cygni (Deneb) marque l'un des angles du triangle d'été, visible dès que la nuit est tombée (mag 1). Des trois étoiles du triangle d'été, Deneb est la moins brillante.
Quand les conditions de visibilité sont meilleures (mag 3), le cygne se reconnaît facilement par sa forme de croix très caractéristique.

### Forme de la constellation
La « Croix du Nord » que dessinent les étoiles principales du Cygne est très nette et très régulière ; elle sert de repère pour les constellations voisines. Le Cygne a un long cou et des ailes placées sur l'arrière, les deux figures sont donc inverses l'une de l'autre : la « tête » de la croix est donc la « queue » du Cygne, et la « tête » du Cygne forme le « pied » de la croix.
L'étoile la plus brillante (mag 1) est Deneb, à la « tête » de la croix (et la base de la queue du Cygne). Les trois étoiles alignées du « bras » sont sensiblement de même éclat (mag 2), et sont d'est en ouest ε Cyg, γ Cyg (les épaules, dans l'axe du corps), et δ Cyg. Quand le bras commence à être visible, on prolonge le corps dans l'axe Deneb - γ Cyg, pour tomber 15° plus loin sur β Cyg (Albireo), qui marque le pied de la croix (et donc la tête du Cygne).
Quand les conditions sont très bonnes (mag 6) on peut tracer l'ensemble de la forme du Cygne, avec ses ailes entièrement déployées.
Entre les épaules et la « tête » du cygne, un alignement de trois petites étoiles intermédiaires marque le cou. Ce sont η, χ (variable) et φ Cyg.
L'axe des ailes se recourbe vers l'arrière de part et d'autre, et atteint ζ Cyg côté sud-est, et au nord-ouest, la paire d'étoiles ι et κ Cyg.
Par temps exceptionnel, on peut suivre l'alignement arrière des ailes, qui forme un deuxième arc passant par Deneb, et bordé de petites étoiles extérieures (qui peuvent être des pennes détachées ou des pattes, suivant l'imagination de l'observateur).

### Repérage du voisinage
Le Petit Renard se situe immédiatement au sud du Cygne. Il borde toute la constellation, mais ses deux étoiles identifiables sont situées sous la tête du Cygne : ce sont les deux étoiles moyennes qui forment un alignement est-ouest, l'une à 5° de la tête vers le sud, et l'autre à 7° au sud-est (opposée à Véga). Au-delà du Petit Renard on reconnaît assez facilement la forme de la Flèche si la visibilité le permet.
L'aile nord du Cygne pointe approximativement en direction de la tête du Dragon (suivant qu'on prend l'aile droite ou la gauche, on tombe au niveau de ξ Dra, la pointe du losange, ou au niveau des « deux yeux »). Cet alignement passe par le cœur du Dragon (η Dra), Thuban (α Dra) et le bord intérieur de la « casserole » (δ et γ UMa).
Dans l'autre sens, l'aile du Cygne pointe sur une zone assez obscure où l'alignement passe par les pieds de Pégase, le centre du Verseau, et vient finir sur Fomalhaut après une traversée de près de 60°.
Il n'y a pas d'alignement très convaincant dans l'axe du Cygne. La tête du Cygne pointe dans la direction de l'Aigle et du Serpentaire, tandis que la queue s'oriente vers Céphée.

## Étoiles principales

### Deneb (αCygni)
Deneb (α Cygni) est l'étoile la plus brillante de la constellation du Cygne et la 19e étoile la plus brillante
de la voute céleste avec une magnitude apparente de 1,25. Deneb, dont le nom provient d'un mot arabe signifiant la Queue et se référant à la position de l'étoile dans la constellation, est pourtant l'une des étoiles visibles les plus lointaines puisque située approximativement à 1 600 années-lumière de la Terre (à cette distance, l'incertitude des mesures de parallaxe est très importante ; le calcul de la parallaxe spectroscopique d'après le diagramme de Hertzsprung-Russell est bien plus objectif pour les distances supérieures à trois-cents années-lumière), d'une magnitude absolue atteignant donc environ -7,2.
Deneb est une supergéante bleue, deux-cents fois plus grande que le Soleil (placée à sa place, elle s'étendrait jusqu'à l'orbite terrestre), l'une des plus grandes que l'on connaisse. Elle finira vraisemblablement en supernova d'ici un million d'années.
Deneb est l'un des sommets de l'astérisme connu sous le nom de Triangle d'été avec Véga (α Lyrae) et Altaïr (α Aquilae).

### Albireo (βCygni)
Albireo (β Cygni) se trouve au bout du bec du Cygne et son nom arabe signifiait d'ailleurs le Bec. Le nom actuel Albireo provient d'une série de déformations et d'erreurs, du grec ornis à l'orthographe médiévale eurisim dont l'étymologie fut considérée (à tort) comme venant du latin ireus, donnant la forme ab ireo. Cette dernière forme se transforma enfin en albireo, après avoir été traitée comme d'origine arabe (ce qui est faux).
Il s'agit de l'une des plus belles étoiles doubles du ciel, une étoile dorée (de magnitude 3,08) que l'on peut facilement distinguer, dans un petit télescope, de son compagnon bleu (de magnitude 5,11). Elles orbitent en 7 300 ans et la plus brillante est elle-même double, composée d'une géante jaune et d'une étoile de la séquence principales très proches l'une de l'autre. L'étoile bleue tourne rapidement sur elle-même et est de ce fait entourée d'un disque de gaz provenant de sa propre surface.

### οCygni
La désignation de Bayer Omicron Cygni (ο Cyg) est partagée par deux étoiles distinctes de même type (toutes deux sont des étoiles binaires à éclipses de type Algol et les classes spectrales des étoiles en question sont identiques) qu'une coïncidence fait apparaître l'une à côté de l'autre vues de la Terre.
La plus brillante, ο1 Cygni (31 Cygni dans la désignation de Flamsteed), est de magnitude 3,8, une supergéante orange éclipsée par une étoile bleue pendant soixante-trois jours tous les 10,36 ans.
ο2 Cygni (32 Cygni dans la désignation de Flamsteed) est de magnitude 3,96 et tous les 3,143 ans, la supergéante orange est éclipsée par l'étoile bleue qui lui tourne autour.
Ce genre d'étoiles à éclipses est un terrain d'investigation privilégié pour l'étude de leur chromosphère.

### PCygni
P Cygni est une étoile bleue dont la magnitude actuelle est de 4,81 dans le visible (5,135 dans le bleu), mais cela n'a pas toujours été le cas. Par le passé, cette étoile est montée jusqu'à la 3e magnitude.
Classe spectrale B2pe 
P Cygni est une supergéante, distante d'environ 6 000 années-lumière (bien qu'à cette distance, cette valeur soit difficile à estimer avec précision), entre 500 000 et 900 000 fois plus lumineuse que le Soleil, très chaude (sa température de surface semble avoisiner 19 000 K) et elle est encore largement obscurcie par la poussière interstellaire. P Cygni a vu sa luminosité augmenter brusquement lorsqu'elle expulsa à plusieurs reprises une coquille de gaz : en 1600, elle fut répertoriée comme « Nova Cygni 1600 » et une autre éruption se produisit en 1654.
Cette étoile est entourée d'une nébuleuse et continue à perdre de la masse en continu, produisant un vent stellaire plusieurs millions de fois plus important que le vent solaire.
On estime que P Cygni est cinquante à soixante fois plus massive que le Soleil. Elle est vouée à finir en hypernova et à s'effondrer en trou noir.

### Autres étoiles
Sadr (γ Cygni), la deuxième étoile de la constellation du Cygne par son éclat, est une supergéante jaune/blanche, ce qui est assez rare, très lointaine (vraisemblablement autour de 1 500 années-lumière). Il semblerait qu'il s'agisse d'une étoile double, mais son compagnon n'est pas connu.
δ Cygni, la seule étoile brillante de la constellation sans nom traditionnel, est un système binaire composé de deux étoiles relativement proches, distantes de 84 à 230 ua.
χ Cygni est une étoile variable de type Mira (dans la constellation de la Baleine) : elle peut atteindre la magnitude 3,5 au cours de période de 407 jours.
SS Cygni est une étoile variable d'une période globale de cinquante jours, changeant de luminosité de façon assez irrégulière, parfois en deux ou trois heures.
16 Cygni est une étoile double de classe G, composée de deux étoiles de 5e et 6e magnitude assez semblables au Soleil, distantes l'une de l'autre de 840 ua et orbitant en 17 000 ans. Ce qui caractérise ce système, c'est qu'il s'agit de la première étoile double dans laquelle on a détecté une planète extrasolaire. Une fois et demi plus massive que Jupiter, elle orbite autour de 16 Cygni-B (la moins brillante de la paire) à une distance moyenne de 1,7 ua, en 804 jours, selon une orbite très excentrique.
Une autre étoile intéressante, 61 Cygni, est certes peu impressionnante pour un observateur occasionnel, mais possède un mouvement propre extrêmement rapide (108 km/s, cinq fois plus rapide que les étoiles environnantes). Elle devint ainsi la première étoile - après le Soleil - dont la distance fut mesurée grâce à sa parallaxe. Elle est d'ailleurs parmi les étoiles les plus proches de la Terre, distante de seulement 11,4 années-lumière.
Gienah signifie aile en arabe et Gienah Cygni (ε Cygni) porte ce nom complet pour la différencier de Gienah Corvi, située dans la constellation du Corbeau.
Kepler-283 est une naine orange, deux planètes orbitent autour d'elle, dont Kepler-283 c devenue célèbre grâce à son IST très élevé la classant comme une super-terre.
Une dernière étoile de la constellation possède un nom : Azelfafage (π1 Cygni).

## Objets célestes

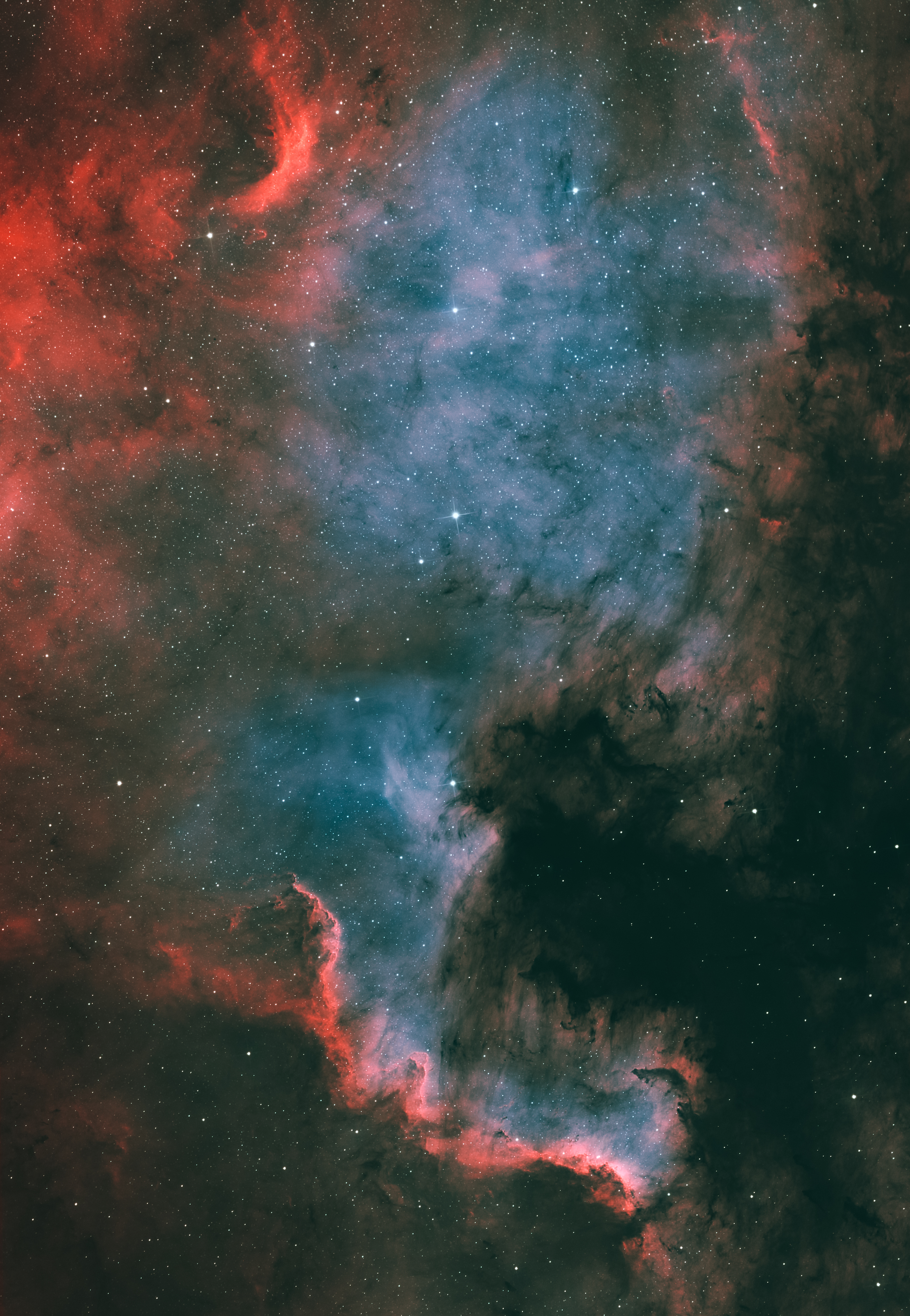
NGC 7000, la nébuleuse de l'Amérique du Nord (magnitude ~6).

Traversée sur toute sa longueur par la Voie lactée, la constellation du Cygne est riche en amas stellaires et en nébuleuses. On y trouve deux objets du catalogue Messier : M29 et M39, tous deux des amas ouverts. Le second peut être visible à l'œil nu avec une magnitude apparente de 4,6. NGC 6811 et NGC 6866 sont observables avec une paire de jumelles.
Du côté des nébuleuses, NGC 7000 est aisément repérable car située près de Deneb. Visible avec des jumelles dans de bonnes conditions, sa forme évoque le continent Nord-Américain, d'où son surnom de nébuleuse de l'Amérique du Nord (North America Nebula pour les anglophones). NGC 6888, dite la nébuleuse du Croissant, est située au Sud-Est de Sadir (γ Cygni). IC 5146 est une nébuleuse associée à un amas ouvert et située au Nord-Ouest de la constellation (magnitude ~7).
La constellation abrite les Dentelles du Cygne, un rémanent de supernova dont l'explosion remonterait à une dizaine de milliers d'années. Sa partie la plus brillante, NGC 6960, peut être distinguée dans un petit télescope.
On y trouve également quelques nébuleuses planétaires, la plus remarquable étant NGC 6826 de magnitude 9. NGC 7008, dite la nébuleuse du Fœtus, se trouve au Nord de la constellation (magnitude ~11). C'est également tout au Nord de la constellation que l'on trouve NGC 6946, une galaxie spirale vue de face. Elle est surnommée la Galaxie du Feu d'artifice à cause des nombreuses supernovas qui y ont été observées. La galaxie est située à cheval entre les constellations du Cygne et de Céphée.
Le Cygne est également un champ de recherche dans le domaine des rayons X et des ondes radio, la constellation contenant Cygnus A (ou 4C 40.40), l'une des sources radio les plus puissantes que l'on connaisse. Elle abrite aussi Cygnus X-1, une source de rayons X que l'on considère comme un probable trou noir. Ce fut l'une des premières radiosources détectées, et son étude a révélé qu'il s'agissait d'un trou noir qui a capturé une supergéante bleue (masquée par rapport à nous). Bien moins connu, V404 Cygni est un autre trou noir stellaire.
Enfin, KOI-7923.01 est une possible exoplanète gravitant dans la zone habitable de l'étoile KIC 9084569.